# James W. Black
Sir James Whyte Black, (14. srpnja 1924. – 22. ožujka 2010.) bio je škotski liječnik i farmakolog koji je izumio propranolol, sintetizirao cimetidin i dobio 1988.g. Nobelovu nagradu za fiziologiju ili medicinu za otkriće vezana uz važne principe farmakološkog liječenja. Nagradu je godine podijelio s Gertrude B. Elion i George H. Hitchings.

## Rad
Sir James W. Black je shvatio veliki farmakoterapeutski potencijal lijekova koji blokiraju receptore i 1964.g. razvio prvi klinički koristan blokator beta receptora, propranolol. Ova vrsta lijekova, beta blokatori (β-blokatori), vrlo je korisna u liječenju raznih bolesti (npr. angina pectoris, infarkt miokarda, hipertenzija). Godine 1972.g. Black je opisao novu grupu histaminskih receptora, H2-receptore, i sukladno tome razvio prvi klinički koristan antagonist H2-receptora (H2 blokatori), cimetidin. Tako je uveo novi princip liječenja peptičkog ulkusa.

## Vanjske poveznice
- Nobelova nagrada - autobiografija (engl.)